# Umizoomi
Umizoomi (v anglickém originále Team Umizoomi) je dětský americké-kanadské počítačově animovaný televizní seriál, premiérově vysílaný na stanicích Nickelodeon a Nick Jr. v letech 2010–2014. Pořad klade důraz na matematické pojmy pro předškolní děti. Titulní tým se skládá z mini superhrdinů, Milli a Geoa, robota jménem Bot a dítěte sledujícího pořad. Milli, Geo a Bot označují své diváky jako své „Umifriend“ a povzbuzují je k tomu, aby rozvíjeli své matematické schopnosti. Seriál se zpravidla odehrává v Umi City a jeho okolí, pestrobarevném rozmanitém městě, kde jsou ulice dlážděny vzory inspirovanými origami.